# Meinwerk
Meinwerk, né vers 975 probablement à Renkum (Basse-Lotharingie) et mort le 5 juin 1036 à Paderborn (Saxe), fut évêque de Paderborn de 1009 jusqu'à sa mort.
Il fut membre de la noble famille saxonne des Immedinger, parent de l'empereur Henri II, et obtint son élection étant entendu que sa propriété serait transférée au diocèse à sa mort. Il est connu comme « le second fondateur de Paderborn. 
C'est un bienheureux catholique fêté le 5 juin.

## Histoire et tradition
Meinwerk est un fils cadet du comte Immed IV (mort en 983), comte dans l'évêché d'Utrecht, et de son épouse Adela (morte entre 1021 et 1028), fille et héritière du comte Wichmann de Hamaland. Les Immedinger, descendants du duc Widukind, étaient une illustre et influente famille. Un grand-oncle de Meinwerk, le comte Théodoric de Ringelheim est le père de Mathilde, deuxième femme du roi Henri Ier de Germanie. La sœur de Meinwerk, Emma de Lesum, épousa Liudger, fils du duc Hermann Ier de Saxe.
Sa famille avait prévu qu'il se consacrerait à une vocation religieuse et il fréquenta les écoles cathédrales de Halberstadt et de Hildesheim où il rencontra le futur roi et empereur Henri II. Ensuite, il devint canonique de la cathédrale de Halberstadt. À partir de 1001, les documents le désignent comme chapelain à la cour de l'empereur Otton III et de son successeur Henri II.
En 1009, il est nommé évêque de Paderborn, ce qui fait de lui un prince du Saint-Empire. Le 13 mars, il reçut la consécration épiscopale des mains de l'archevêque Willigis de Mayence au palais impérial de Goslar. Par l'engagement de son propre argent, il fit reconstruire la cathédrale de Paderborn et fonde l'abbaye Saints-Pierre-et-Paul. Entre 1014 et 1015, Meinwerk eu deux réunions avec l'empereur Henri II, afin d'exhorter celui-ci à continuer la réforme l'abbaye de Corvey.
En 1017, il remporta avec succès un litige avec les Ekkehardinger sur les droits de l'abbaye d'Helmarshausen. Un rassemblement de nobles sous direction royale se déclara en sa faveur, même si les sources divergent quant aux raisons à cela. 
L'explication la plus probable semble être que, parce que Helmarshausen était trop pauvre pour fournir le servitium regis au roi, et parce que se trouvant dans le diocèse de Paderborn, ce qui signifiait que l'évêque avait déjà la responsabilité épiscopale de celle-ci, il était logique d'en accorder officiellement la propriété à l'évêché pour que l'évêque puisse la protéger plus efficacement.
Meinwerk avait des soupçons extrêmes au sujet de Haimerad, un célèbre ermite errant d'origine non-libre, et l'avait fait arrêter, battre et brûler son livre de prières.
On sait que la maîtrise du latin de Meinwerk était relative. À ce sujet, il fut l'objet d'une blague de l'empereur Henri II, qui modifia les termes « famulis et famulabis », ce qui signifie « homme et femme serviteurs », pour « mulis et mulabis », « mâle et femelle mules », dans un manuscrit liturgique, que l'évêque néanmoins lit à haute voix sans rien remarquer d'anormal.
Le Vita Meinwerci est une biographie de lui et de son temps.